# Orestes Araújo
Pour les articles homonymes, voir Araújo (homonymie).
Orestes Araújo (Port Mahon, 1853 - Montevideo, 1915) est un enseignant et historien uruguayen.

## Biographie
Né à Minorque le 22 octobre 1853, il s'installe à Montevideo en 1870 et travaille au journal La Paz, créé par José Pedro Varela. Araújo l'a aidé, lui et son frère Jacobo Adrián Varela (es), dans la mise en œuvre d'une réforme scolaire, tâche qu'il a entreprise jusqu'en 1889.
Orestes Araújo avait été inspecteur des écoles, professeur à l'Université, directeur de l’École normale d'instituteurs, inspecteur technique des Écoles de l'Uruguay. Il avait représenté l'Uruguay au Congrès international des Américanistes de Buenos-Aires, en 1910. Il était membre de la Société des Américanistes. Il meurt le 31 août 1915 à Montevideo.

## Publications
- Geografía nacional, física, política y corográfica, 1892 [lire en ligne]
- Diccionario Geográfico del Uruguay, 1900[3]
- Gobernantes del Uruguay, 1903 [lire en ligne]
- Resúmen de la Historia del Uruguay y Gobernantes del Uruguay, 1904 [lire en ligne]
- Historia compendiada de la Civilazión uruguaya, 1907 [lire en ligne]
- Historia de la Escuela Uruguaya, 1905 [lire en ligne]
- Historia de los Charmas y demâs tribus indigenas del Uruguay, 1911
- Nuestro pais, cuadros descriptivos del Urugay por autores nacionaies y extranjeros, 1896
- Nueva Historia del Uruguay
- Episodios Historicos, 1923 [lire en ligne]